# 威洛艾蘭 (內布拉斯加州)
威洛艾蘭（英語：Willow Island）是位於美國內布拉斯加州道生縣的普查規定居民點。

## 歷史
威洛艾蘭的郵局於1874年設立，其後於1991年停運。

## 人口
根據2020年美國人口普查的數據，威洛艾蘭的面積為7.29平方千米，皆為陸地。當地共有人口25人，而人口密度為每平方千米3.43人。